# Ramon Leeuwin
Ramon Leeuwin (født 1. september 1987) er en hollandsk fodboldspiller, der spiller for AZ Alkmaar(2020).
Han spillede for den danske Superliga-klub Odense BK (OB). Ramon Leeuwin er højrefodet og spiller i OB i centerforsvaret. Gennem sin karriere har han spillet godt 200 kampe i den bedste hollandske række, Eresdivisie, og knap 70 kampe i den næstbedste hollandske række Eerste Divisie.

## Karriere

### FC Utrecht
Ramon Leeuwin spillede for for amatørfodboldklubberne FC Omniworld og SV Almere, indtil han i 2005 skiftede til FC Utrecht. I 2006-07-sæsonen blev han indlemmet i FC Utrechts førsteholdstrup, og den 30. september 2007 debuterede han i den hollandske Eresdivisie for klubben. Han kom ind i stedet for Sander Keller efter 45 minutter i en hjemmekamp mod Vitesse (2-4). I FC Utrecht blev Ramon Leeuwin af daværende træner Willem van Hanegem omskolet fra angriber til forsvarsspiller.

### Verhuur aan AGOVV Apeldoorn
I sæsonen 2008-09 tørnede Ramon Leeuwin ud for AGOVV Apeldoorn, hvor han med 31 kampe og to mål i den første sæson fik sit egentlige gennembrud på seniorniveau i den næstbedste hollandske fodboldrække, Eerste Divisie. I løbet af tre sæsoner i den næstbedste række fik han sammenlagt 68 ligakampe for AGOVV Apeldoorn, hvor han scorede tre mål.

### ADO Den Haag
Den 18. august 2010 underskrev Ramon Leeuwin en kontrakt med ADO Den Haag. Han blev en del af startopstillingen på positionen som højre back, central forsvarer og midtbanespiller. I sin anden sæson i klubben blev Ramon Leeuwin ramt af en alvorlig knæskade, og han gled efterfølgende ud af startopstillingen og blev nødt til at tage plads på tribunen fra tid til anden. Hans kontrakt, der udløb i 2013, blev ikke forlænget.
| Citat         | Jeg har blandede følelser, når jeg ser tilbage på min tid i ADO Den Haag. John van den Brom hentede mig til klubben, og vi spillede noget fantastisk fodbold, hvor vi slog Ajax to gange og vandt ude over PSV Eindhoven. I min første sæson i klubben havde vi en fantastisk sæson. | Citat |
| Ramon Leeuwin | |       |

### SC Cambuur
Den 21. juni 2013 blev det annonceret, at Ramon Leeuwin havde underskrevet en kontrakt med SC Cambuur. Kontrakten var et-årig med option på forlængelse i yderligere et år. Han spillede dog blot en enkelt sæson i Eresdivisie for SC Cambuur med 32 kampe og tre mål som resultat. Desuden spillede han tre kampe for klubben i den hollandske pokalturnering, KNVB Cuppen, hvor han scorede et enkelt mål.

### FC Utrecht
I juni 2014 vendte Ramon Leeuwin tilbage til FC Utrecht. Her spillede han under ledelse af blandt andre daværende træner Erik ten Hag 118 ligakampe med to mål til følge i Eresdivisie over de kommende fire sæsoner. Det første mål i ligaen scorede han den 1. maj 2016 i en kamp, som FC Utrecht vandt 1-3 over Vitesse på udebane.
Desuden blev det til ti kampe og to mål i den hollandske pokalturnering for FC Utrecht. Han scorede den 24. april 2016 sit allerførste mål for FC Utrecht i pokalturneringen i en kamp, som klubben på udebane tabte 2-1 mod Feyenoord.

### Odense BK
I august 2018 skrev Ramon Leeuwin under på en 2,5-årig kontrakt med OB, som dermed blev hans første klub uden for Holland. Han fik sin debut for OB den 26. august 2018 på udebane mod Vejle BK i en kamp, som OB vandt med 2-0. Ramon Leeuwin startede på banen i kampen, men blev skiftet ud efter 43 minutter.
Den 22. oktober 2018 scorede han sit først mål for OB, da han udlignede til slutresultatet 1-1 i udekampen mod Brøndby IF. Den 10. maj 2019 var Ramon Leeuwin atter på holdkortet hos OB efter at have siddet ude med en skade i fire kampe. OB vandt på hjemmebanen, Nature Energy Park, 4-1 over Esbjerg fB og Ramon Leeuwin scorede i den kamp sit andet mål for klubben, da han gjorde det til 3-0.